# Geknäuelter Strandflieder
Der Geknäuelte Strandflieder (Limonium glomeratum) ist eine Pflanzenart aus der Gattung der Strandflieder (Limonium).

## Merkmale
Der Geknäuelte Strandflieder ist eine ausdauernde krautige Pflanze, die Wuchshöhen von 10 bis 40 Zentimeter erreicht. Die Blätter sind bis 6 Zentimeter lang, länglich-lanzettlich, grau-grün, am Grund dreinervig und haben eine kleine Knorpelspitze. Sie sind in Rosetten angeordnet. Der Stängel ist steif, ungeflügelt und im oberen Teil verzweigt. Sterile Äste sind oft vorhanden. Der Kelch ist 6 Millimeter groß und weißlich. Die 5 Kelchzähne sind breit dreieckig. Die Krone ist groß und hellviolett.
Die Blütezeit reicht von Juli bis Oktober.
Die Chromosomenzahl beträgt 2n = 27.

## Vorkommen
Der Geknäuelte Strandflieder kommt auf Sardinien in Salzmarschen vor.